# قصه‌های استریپ کلاب
قصه‌های استریپ کلاب (به انگلیسی: Go Go Tales) فیلمی محصول سال ۲۰۰۷ و به کارگردانی ایبل فرارا است. در این فیلم بازیگرانی همچون ویلم دفو، باب هاسکینز، متیو موداین، آزیا آرجنتو، ریکاردو اسکامارچو، سیلویا مایلز، روی دوتریس، برت یانگ، استفانیا روکا، بیانکا بالتی، لو دوایون، آنیتا پالنبرگ، اندی لوئوتو، رومینا پاور، جاستین ماترا و جولی مک‌نیون ایفای نقش کرده‌اند.